# Grande Asunción
Grande Asunción (in spagnolo Gran Asunción) è il nome con cui si indica il distretto di Asunción più la sua area metropolitana. Tale agglomerato urbano, pur costituendo una realtà economica e sociale omogenea, non costituisce però un'unità amministrativa.

## Definizione
Nel 1978 undici municipi (Asunción, Fernando de la Mora, Lambaré, Luque, Limpio, Mariano Roque Alonso, Ñemby, San Antonio, San Lorenzo, Villa Elisa e Villa Hayes) si unirono tra di loro formalizzando una situazione di inurbamento che da tempo rendeva omogenea l'intera area dei loro territori; tale unione, che prese il nome di Área Metropolitana de Asunción (AMA), aveva lo scopo di razionalizzare viabilità e servizi. Nel 1989 si aggiunsero nell'AMA anche i municipi di Areguá, Capiatá, Julián Augusto Saldívar e Ypané.
La Asociación  de  Municipalidades  del  Área Metropolitana (AMUAM) comprende anche i municipi confinanti di Benjamín  Aceval e Itá.

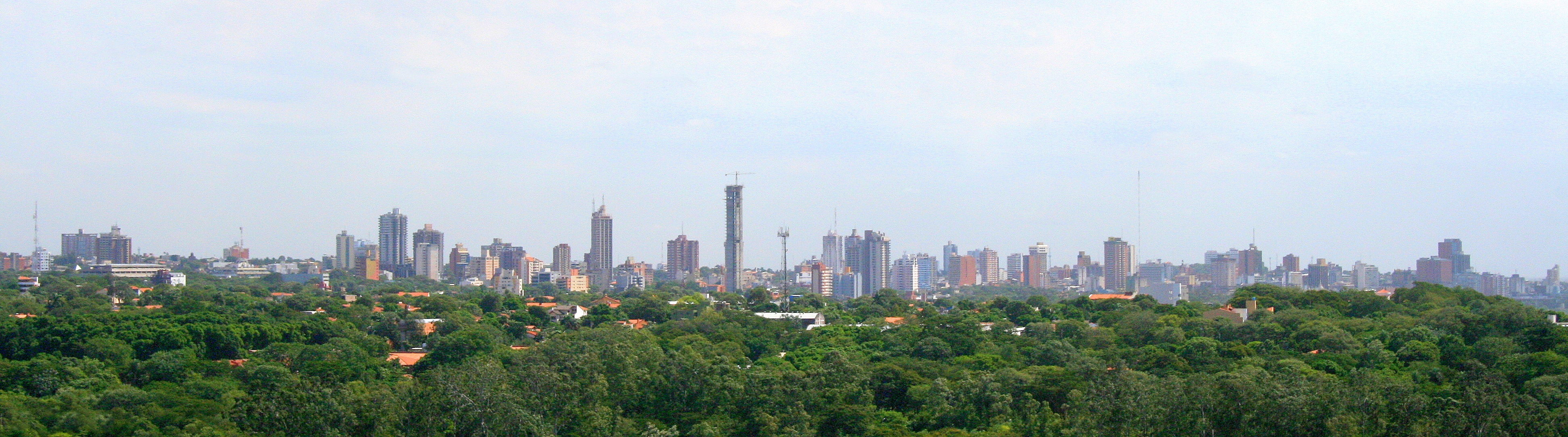
Profilo della Grande Asunción

Tuttavia con il termine di Grande Asunción si tende nelle statistiche a delimitarne i confini ai distretti di Asunción, Fernando de la Mora, Ñemby, San Lorenzo, Luque, Limpio, Lambaré e Villa Hayes.

## Popolazione
Al censimento del 2002 l'intero agglomerato urbano contava una popolazione totale di 1 595 658 abitanti.